# Újpest-városkapu
Újpest-városkapu – stacja budapeszteńskiego metra znajdująca się w ciągu niebieskiej linii podziemnej kolejki. Posiada dwa perony. W sąsiedztwie stacji znajduje się przystanek linii autobusowych 121 i 122 (linia ekspresowa). W pobliżu zbudowano także parking typu Parkuj i Jedź.
Z powodu złego stanu technicznego, 6 listopada 2017 zamknięto stację na czas remontu. Otwarcie przystanku po trwającej 15 miesięcy renowacji miało miejsce 30 marca 2019 roku, po której dokonano drobnej korekty językowej nazwy (zamieniono duże V na małe)..